# La Tessoualle
La Tessoualle és un municipi francès situat al departament de Maine i Loira i a la regió de País del Loira. L'any 2007 tenia 3.032 habitants.

## Demografia

### Població
El 2007 la població de fet de La Tessoualle era de 3.032 persones. Hi havia 1.132 famílies de les quals 220 eren unipersonals (80 homes vivint sols i 140 dones vivint soles), 428 parelles sense fills, 448 parelles amb fills i 36 famílies monoparentals amb fills.
La població ha evolucionat segons el següent gràfic:
Habitants censats

### Habitatges
El 2007 hi havia 1.188 habitatges, 1.146 eren l'habitatge principal de la família, 19 eren segones residències i 23 estaven desocupats. 1.150 eren cases i 26 eren apartaments. Dels 1.146 habitatges principals, 922 estaven ocupats pels seus propietaris, 215 estaven llogats i ocupats pels llogaters i 9 estaven cedits a títol gratuït; 6 tenien una cambra, 55 en tenien dues, 113 en tenien tres, 234 en tenien quatre i 738 en tenien cinc o més. 944 habitatges disposaven pel capbaix d'una plaça de pàrquing. A 452 habitatges hi havia un automòbil i a 621 n'hi havia dos o més.

### Piràmide de població
La piràmide de població per edats i sexe el 2009 era:
| Homes | Edats   | Dones |
| ----- | ------- | ----- |
| 4     | 95 o +  | 4     |
| 9     | 90 a 94 | 8     |
| 6     | 85 a 89 | 42    |
| 12    | 80 a 84 | 8     |
| 39    | 75 a 79 | 28    |
| 52    | 70 a 74 | 86    |
| 41    | 65 a 69 | 63    |
| 72    | 60 a 64 | 88    |
| 61    | 55 a 59 | 27    |
| 155   | 50 a 54 | 135   |
| 120   | 45 a 49 | 109   |
| 64    | 40 a 44 | 60    |
| 93    | 35 a 39 | 107   |
| 112   | 30 a 34 | 82    |
| 122   | 25 a 29 | 105   |
| 88    | 20 a 24 | 63    |
| 101   | 15 a 19 | 82    |
| 66    | 10 a 14 | 71    |
| 67    | 5 a 9   | 91    |
| 84    | 0 a 4   | 83    |

## Economia
El 2007 la població en edat de treballar era de 1.912 persones, 1.412 eren actives i 500 eren inactives. De les 1.412 persones actives 1.350 estaven ocupades (707 homes i 643 dones) i 62 estaven aturades (21 homes i 41 dones). De les 500 persones inactives 257 estaven jubilades, 147 estaven estudiant i 96 estaven classificades com a «altres inactius».

### Ingressos
El 2009 a La Tessoualle hi havia 1.161 unitats fiscals que integraven 3.067 persones, la mediana anual d'ingressos fiscals per persona era de 18.115 €.

### Activitats econòmiques
Dels 113 establiments que hi havia el 2007, 3 eren d'empreses alimentàries, 8 d'empreses de fabricació d'altres productes industrials, 21 d'empreses de construcció, 24 d'empreses de comerç i reparació d'automòbils, 3 d'empreses de transport, 5 d'empreses d'hostatgeria i restauració, 3 d'empreses d'informació i comunicació, 9 d'empreses financeres, 2 d'empreses immobiliàries, 12 d'empreses de serveis, 13 d'entitats de l'administració pública i 10 d'empreses classificades com a «altres activitats de serveis».
Dels 34 establiments de servei als particulars que hi havia el 2009, 1 era una oficina de correu, 2 oficines bancàries, 1 funerària, 3 tallers de reparació d'automòbils i de material agrícola, 2 autoescoles, 3 paletes, 2 guixaires pintors, 7 fusteries, 5 electricistes, 4 perruqueries, 3 restaurants i 1 saló de bellesa.
Dels 11 establiments comercials que hi havia el 2009, 1 era un supermercat, 1 una gran superfície de material de bricolatge, 2 fleques, 2 carnisseries, 2 botigues de roba, 1 una botiga d'equipament de la llar, 1 una botiga d'electrodomèstics i 1 una floristeria.
L'any 2000 a La Tessoualle hi havia 43 explotacions agrícoles que ocupaven un total de 1.551 hectàrees.

## Equipaments sanitaris i escolars
El 2009 hi havia 1 farmàcia i 1 ambulància.
El 2009 hi havia 2 escoles elementals.

## Poblacions més properes
El següent diagrama mostra les poblacions més properes.